# Keyon Dooling
Keyon Latwae Dooling (Fort Lauderdale, Florida, 8 de mayo de 1980) es un exjugador y entrenador de baloncesto estadounidense que disputó 13 temporadas de la NBA. Con 1,91 metros de estatura, jugaba en la posición de base. Además fue vicepresidente de la NBPA, la Asociación de Jugadores de la NBA.

## Trayectoria deportiva

### Universidad
Dooling disputó dos temporadas con los Tigers de la Universidad de Misuri, donde promedió 12,1 puntos, 3,4 asistencias, 2,4 rebotes en 28,1 minutos con un 41,1% en tiros de campo, 33,8% en triples y 73,3% en tiros libres en 59 partidos. En su temporada sophomore lideró a los Tigers en anotación (15,3 puntos), asistencias (3,6) y tapones, además de ser elegido en el segundo mejor quinteto de la Big 12 Conference y en el primer quinteto de la NABC District 12. En su primera temporada en la NCAA fue nombrado en el mejor quinteto de freshman de su conferencia y seleccionado en dos ocasiones mejor jugador de la semana de la Big 12.

### Profesional
Fue seleccionado en el Draft de 2000 en la 10.ª posición por Orlando Magic, siendo traspasado inmediatamente a Los Angeles Clippers junto con Corey Maggette, Derek Strong y dinero por una futura primera ronda de draft. En su primera temporada en la NBA promedió 5,9 puntos y 2,3 asistencias en 76 partidos jugados, uno de ellos de titular. En los Clippers pasó cuatro campañas como base suplente sin pasar de los 20 minutos por partido, por lo que en 2004 fichó por Miami Heat. En 74 partidos con los Heat, sus números fueron 5,2 puntos, 1,8 rebotes y 1,2 asistencias. Tras no jugar demasiado, firmó con Orlando Magic en verano de 2005, donde ha cumplido su segunda temporada con un rol similar al que lleva cumpliendo a lo largo de su carrera en la liga. 
Su mejor temporada fue su primera en los Magic, donde firmó 9,4 puntos y 2,2 asistencias en 50 partidos disputados, 7 de ellos como titular. El 21 de julio de 2008 fichó por New Jersey Nets. Tras finalizar su contrato con los Nets, firmó por Milwaukee Bucks el 19 de julio de 2010. El 9 de diciembre de 2011 fue traspasado a Boston Celtics junto con una segunda ronda del draft de 2012 a cambio de los derechos del español Albert Miralles.
Estuvo toda la primera mitad de la temporada 2012-2013 de la NBA sin jugar, dando charlas motivacionales. Pero en marzo firma con los Memphis Grizzlies quienes los llamaron para reforzar su plantilla de cara a los Play-Offs, ofreciéndole una suma de 1 millón 300 mil dólares anuales.

### Entrenador
En septiembre de 2020, se une al cuerpo técnico de los Utah Jazz. Los Jazz le pusieron en excedencia administrativa en abril de 2022 tras ser detenido y acusado por fraude.

## Estadísticas de su carrera en la NBA

### Temporada regular
| Año     | Equipo        | PJ  | PT | MPP  | %TC  | %3P  | %TL  | RPP | APP | ROB | TPP | PPP |
| ------- | ------------- | --- | -- | ---- | ---- | ---- | ---- | --- | --- | --- | --- | --- |
| 2000–01 | L.A. Clippers | 76  | 1  | 16.3 | .409 | .350 | .698 | 1.2 | 2.3 | .5  | .1  | 5.9 |
| 2001–02 | L.A. Clippers | 14  | 0  | 11.1 | .386 | .286 | .833 | .2  | .9  | .3  | .2  | 4.1 |
| 2002–03 | L.A. Clippers | 55  | 1  | 17.6 | .389 | .360 | .772 | 1.3 | 1.6 | .4  | .1  | 6.4 |
| 2003–04 | L.A. Clippers | 58  | 24 | 19.6 | .389 | .174 | .830 | 1.4 | 2.2 | .8  | .1  | 6.2 |
| 2004–05 | Miami         | 74  | 0  | 16.0 | .403 | .253 | .780 | 1.2 | 1.8 | .5  | .2  | 5.2 |
| 2005–06 | Orlando       | 50  | 7  | 22.7 | .440 | .302 | .835 | 1.6 | 2.2 | 1.0 | .1  | 9.4 |
| 2006–07 | Orlando       | 66  | 2  | 21.7 | .410 | .323 | .809 | 1.3 | 1.7 | .8  | .2  | 7.9 |
| 2007–08 | Orlando       | 72  | 1  | 18.5 | .468 | .338 | .845 | 1.4 | 1.8 | .5  | .1  | 8.1 |
| 2008–09 | New Jersey    | 77  | 18 | 26.9 | .436 | .421 | .825 | 2.0 | 3.5 | .9  | .1  | 9.7 |
| 2009–10 | New Jersey    | 53  | 8  | 18.3 | .398 | .376 | .770 | 1.0 | 2.5 | .6  | .0  | 6.9 |
| 2010–11 | Milwaukee     | 80  | 22 | 22.0 | .397 | .346 | .830 | 1.5 | 3.0 | .7  | .0  | 7.1 |
| 2011–12 | Boston        | 46  | 2  | 14.4 | .405 | .333 | .742 | .8  | 1.1 | .3  | .0  | 4.0 |
| 2012-13 | Memphis       | 7   | 0  | 11.7 | .476 | .417 | .857 | .1  | 1.1 | .1  | .0  | 4.4 |
| Total   | Total         | 728 | 86 | 19.4 | .416 | .349 | .799 | 1.3 | 2.2 | .6  | .1  | 7.0 |

### Playoffs
| Año   | Equipo  | PJ | PT | MPP  | %TC  | %3P  | %TL   | RPP | APP | ROB | TPP | PPP |
| ----- | ------- | -- | -- | ---- | ---- | ---- | ----- | --- | --- | --- | --- | --- |
| 2005  | Miami   | 15 | 0  | 17.6 | .494 | .368 | .810  | 1.1 | 1.7 | .4  | .1  | 7.3 |
| 2007  | Orlando | 4  | 0  | 16.3 | .480 | .333 | .667  | 1.8 | 1.3 | .5  | .2  | 7.3 |
| 2008  | Orlando | 10 | 0  | 14.8 | .393 | .391 | .867  | 1.0 | .7  | .6  | .1  | 6.6 |
| 2012  | Boston  | 20 | 0  | 10.6 | .438 | .393 | .667  | .8  | .7  | .3  | .2  | 2.8 |
| 2013  | Memphis | 14 | 0  | 8.1  | .333 | .385 | 1.000 | .4  | .3  | .1  | .0  | 1.9 |
| Total | Total   | 63 | 0  | 12.7 | .442 | .384 | .824  | .8  | .9  | .3  | .1  | 4.6 |

## Vida personal
Dooling publicó el libro What’s Driving You? How I Overcame Abuse and Learned to Lead in the NBA en 2014. Allí relata que fue víctima de abuso sexual durante su infancia, lo que lo llevó a padecer de un trastorno por estrés postraumático que le fue diagnosticado recién en 2012 y que afectó su carrera como jugador, especialmente en su última etapa. A raíz de ello devino un activista de la concientización sobre la salud mental.  
Se desempeñó durante ocho años como dirigente de la NBPA, llegando a ocupar el puesto de vicepresidente de la organización. Sin embargo en septiembre de 2020 dejó su puesto para incorporarse al equipo de entrenadores de los Utah Jazz en un rol de asistente.
En abril de 2022 fue arrestado por estar involucrado en un caso de fraude contra el seguro médico de la NBPA, recibiendo a causa de ello una condena de 30 meses de prisión en febrero de 2023.